# Чемпіонат Італії із шахів
Чемпіонати Італії з шахів проводяться з 1921 року. Змагання проходять під егідою Федерації шахів Італії (італ. Federazione Scacchistica Italiana), та відбуваються окремо серед чоловіків та серед жінок.
У період з 1875 року по 1922 рік проводилися неофіційні чемпіонати Італії, загалом було проведено 17 турнірів. Офіційні чемпіонати почали проводити з 1921 року.
Перші два чемпіонати Італії серед жінок відбулися у 1938 та 1939 роках. Наступний чемпіонат пройшов лише через 34 роки у 1973 році.

## Неофіційні чемпіонати Італії
| Рік  | Місто     | Переможець           | Турнір                                     |
| ---- | --------- | -------------------- | ------------------------------------------ |
| 1875 | Рим       | П'єтро Сені          | 1-й національний турнір                    |
| 1878 | Ліворно   | Луїджі Спрега        | 2-й національний турнір                    |
| 1881 | Мілан     | Карло Сальвіолі      | 3-й національний турнір                    |
| 1883 | Венеція   | Фермо Дзанноні       | 4-й національний турнір                    |
| 1886 | Рим       | Фермо Дзанноні (2)   | 5-й національний турнір                    |
| 1892 | Турин     | Вітторіо Торрі       | 6-й національний турнір                    |
| 1900 | Рим       | Артуро Реджо         | 1-й турнір Італійського шахового союзу     |
| 1901 | Венеція   | Артуро Реджо (2)     | 2-й турнір Італійського шахового союзу     |
| 1905 | Флоренція | Артуро Реджо (3)     | 3-й турнір Італійського шахового союзу     |
| 1906 | Мілан     | Джованні Мартіноліх  | 4-й турнір Італійського шахового союзу     |
| 1911 | Рим       | Маттео Гладіг        | 5-й турнір Італійського шахового союзу     |
| 1912 | В'яреджо  | Альберто Баторі      | 1-й турнір журналу "L'Italia Scacchistica" |
| 1913 | Болонья   | Артуро Реджо (4)     | 2-й турнір журналу "L'Italia Scacchistica" |
| 1916 | Мілан     | Артуро Реджо (5)     | 1-й національний турнір "Креспі"           |
| 1919 | Мілан     | Стефано Росселлі     | 2-й національний турнір "Креспі"           |
| 1920 | В'яреджо  | Стефано Росселлі (2) | 3-й турнір журналу "L'Italia Scacchistica" |
| 1922 | Мілан     | Стефано Росселлі (3) | 3-й національний турнір "Креспі"           |

## Офіційні чемпіонати Італії

### Чоловіки

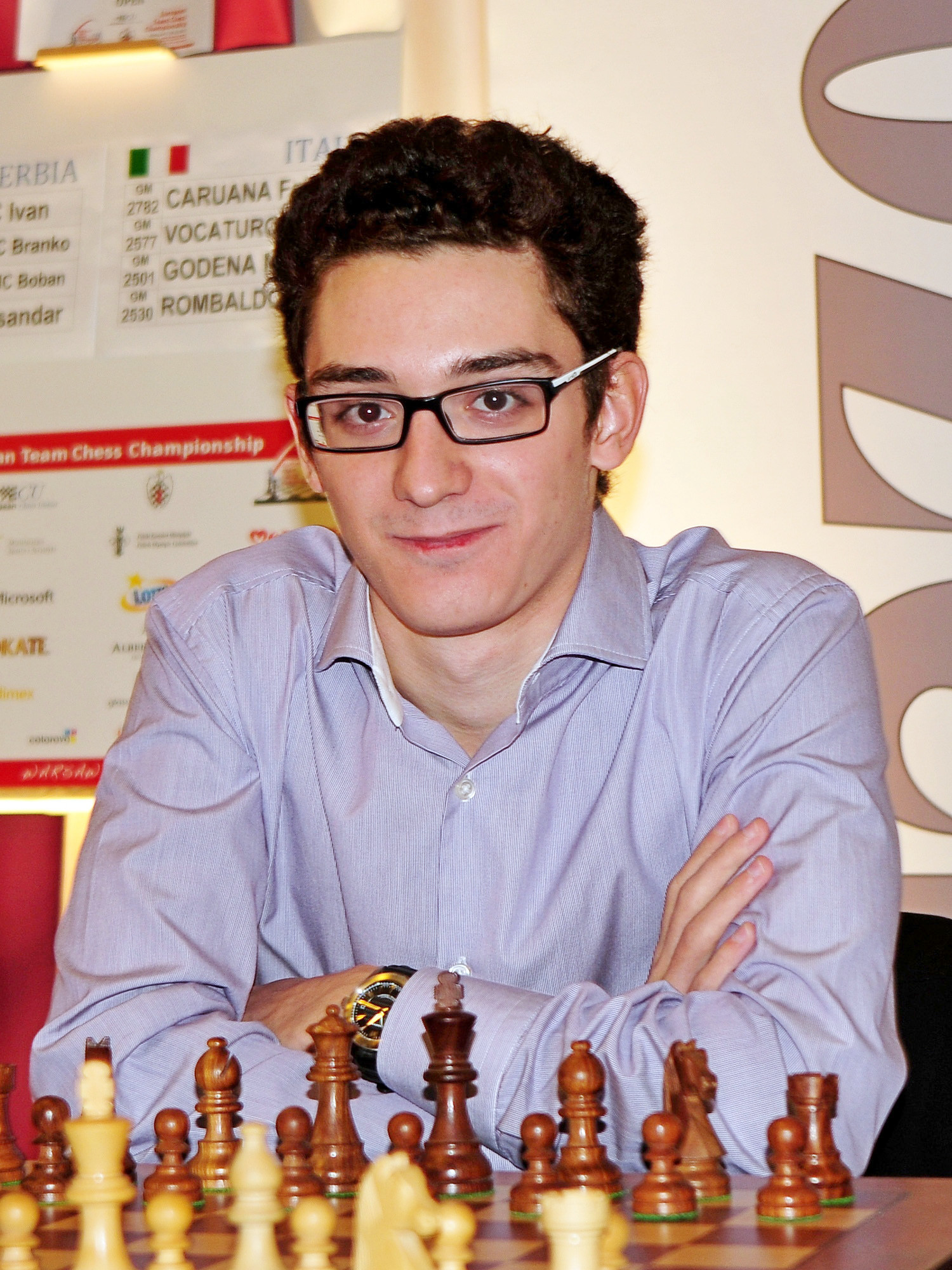
Фабіано Каруана — 4-разовий чемпіон Італії

| № з/п | Рік     | Місто                     | Чемпіон                                                   |
| ----- | ------- | ------------------------- | --------------------------------------------------------- |
| 1     | 1921    | В'яреджо                  | Давіде Маротті                                            |
| 2     | 1923    | Неаполь                   | Стефано Росселлі (4)                                      |
| 3     | 1929    | Флоренція                 | Маріо Монтічеллі                                          |
| 4     | 1931    | Мілан                     | Стефано Росселлі (5)                                      |
| 5     | 1934    | Мілан                     | Маріо Монтічеллі (2)                                      |
| 6     | 1935    | Флоренція                 | Антоніо Сакконі                                           |
| 7     | 1936    | Флоренція                 | Вінченцо Кастальді                                        |
| 8     | 1937    | Неаполь                   | Вінченцо Кастальді (2)                                    |
| 9     | 1939    | Рим                       | Маріо Монтічеллі (3)                                      |
| 10    | 1943    | Флоренція                 | Вінченцо Нестлер                                          |
| 11    | 1947    | Рим                       | Вінченцо Кастальді (3) Керубіно Стальді                   |
| 12    | 1948    | Флоренція                 | Вінченцо Кастальді (4)                                    |
| 13    | 1950    | Сорренто                  | Джорджо Поррека                                           |
| 14    | 1951    | Венеція                   | Енріко Паолі                                              |
| 15    | 1952    | Феррара                   | Вінченцо Кастальді (5) Альберто Джустолізі Федеріко Норча |
| 16    | 1953    | Флоренція                 | Вінченцо Кастальді (6)                                    |
| 17    | 1954    | Трієст                    | Вінченцо Нестлер                                          |
| 18    | 1956    | Ровіго                    | Джорджо Поррека                                           |
| 19    | 1957    | Реджо-нель-Емілія         | Енріко Паолі (2)                                          |
| 20    | 1959    | Ріміні                    | Вінченцо Кастальді (7)                                    |
| 21    | 1960    | Перуджа                   | Гвідо Капелло                                             |
| 22    | 1961    | Сан-Бенедетто-дель-Тронто | Альберто Джустолізі (2)                                   |
| 23    | 1962    | Форте-дей-Мармі           | Стефано Татаї                                             |
| 24    | 1963    | Імперія                   | Енніо Контендіні                                          |
| 25    | 1964    | Неаполь                   | Альберто Джустолізі (3)                                   |
| 26    | 1965    | Флоренція                 | Стефано Татаї (2)                                         |
| 27    | 1966    | Ровіго                    | Альберто Джустолізі (4)                                   |
| 28    | 1967    | Савона                    | Стефано Татаї (3)                                         |
| 29    | 1968    | Мілан                     | Енріко Паолі (3)                                          |
| 30    | 1969    | Сан-Бенедетто-дель-Тронто | Серджо Маріотті                                           |
| 31    | 1970    | Кіоджа                    | Стефано Татаї (4)                                         |
| 32    | 1971    | Сан-Бенедетто-дель-Тронто | Серджо Маріотті (2)                                       |
| 33    | 1972    | Рекоаро-Терме             | Карло Мікелі                                              |
| 34    | 1973    | Соттомаріна-Лідо          | Карло Мікелі (2)                                          |
| 35    | 1974    | Кастевеккьо-Пасколі       | Стефано Татаї (5)                                         |
| 36    | 1975    | Пезаро                    | Бела Тот                                                  |
| 37    | 1976    | Кастевеккьо-Пасколі (2)   | Бела Тот                                                  |
| 38    | 1977    | Кастевеккьо-Пасколі       | Стефано Татаї (6)                                         |
| 39    | 1979    | Венеція                   | Стефано Татаї (7)                                         |
| 40    | 1980    | Агнано                    | Бела Тот (3)                                              |
| 41    | 1981    | Барчеллона-Поццо-ді-Готто | Роберто Месса                                             |
| 42    | 1982    | Арко                      | Бела Тот (4)                                              |
| 43    | 1983    | Арко                      | Стефано Татаї (8)                                         |
| 44    | 1984    | Арчидоссо                 | Альвізе Дзікікі                                           |
| 45    | 1985    | К'янчіано-Терме           | Стефано Татаї (9)                                         |
| 46    | 1986    | К'янчіано-Терме           | Фернандо Брага                                            |
| 47    | 1987    | К'янчіано-Терме           | Маріо Ланцані                                             |
| 48    | 1988    | К'янчіано-Терме           | Фернандо Брага (2)                                        |
| 49    | 1989    | К'янчіано-Терме           | Бруно Белотті                                             |
| 50    | 1990    | К'янчіано-Терме           | Стефано Татаї (10)                                        |
| 51    | 1991    | К'янчіано-Терме           | Стефано Татаї (11)                                        |
| 52    | 1992/93 | Реджо-нель-Емілія         | Мікеле Годена                                             |
| 53    | 1994    | Філеттіно                 | Мікеле Годена (2)                                         |
| 54    | 1994/95 | Реджо-нель-Емілія         | Стефано Татаї (12)                                        |
| 55    | 1995    | Верона                    | Мікеле Годена (3)                                         |
| 56    | 1996    | Мантуя                    | Бруно Белотті (2)                                         |
| 57    | 1997/98 | Реджо-нель-Емілія         | Ігор Єфімов                                               |
| 58    | 1998    | Сен-Венсан                | Ігор Єфімов (2)                                           |
| 59    | 1999    | Сен-Венсан                | Фабіо Белліні                                             |
| 60    | 2000    | Сен-Венсан                | Енніо Арланді                                             |
| 61    | 2001    | Монтекатіні-Терме         | Бруно Белотті (3)                                         |
| 62    | 2002    | Монтекатіні-Терме         | Дуіліо Коллутіс                                           |
| 63    | 2003    | Арв'є                     | Спартако Сарно                                            |
| 64    | 2004    | Монтекатіні-Терме         | Фабіо Бруно                                               |
| 65    | 2005    | Кремона                   | Мікеле Годена (4)                                         |
| 66    | 2006    | Кремона                   | Мікеле Годена (5)                                         |
| 67    | 2007    | Мартіна-Франка            | Фабіано Каруана                                           |
| 68    | 2008    | Мартіна-Франка            | Фабіано Каруана (2)                                       |
| 69    | 2009    | Сарр                      | Лексі Ортега                                              |
| 70    | 2010    | Сієна                     | Фабіано Каруана (3)                                       |
| 71    | 2011    | Перуджа                   | Фабіано Каруана (4)                                       |
| 72    | 2012    | Турин                     | Альберто Давід                                            |
| 73    | 2013    | Рим                       | Данило Двірний                                            |
| 74    | 2014    | Боскотреказе              | Аксель Ромбальдоні                                        |
| 75    | 2015    | Мілан                     | Данило Двірний (2)                                        |
| 76    | 2016    | Рим                       | Альберто Давід (2)                                        |
| 77    | 2017    | Козенца                   | Лука Мороні                                               |
| 78    | 2018    | Салерно                   | Лоренцо Лодічі                                            |
| 79    | 2019    | Падуя                     | Альберто Давід (3)                                        |
| -     | 2020    | оплайн                    | Алессіо Вальсеккі                                         |
| 80    | 2021    | К'янчіано-Терме           | П'єр Луїджі Бассо                                         |
| 81    | 2022    | Кальярі                   | Лука Мороні (2)                                           |
| 82    | 2023    | Брешія                    | Лука Мороні (3)                                           |
| 83    | 2024    | Турин                     | Франческо Соніс                                           |

### Жінки
| № з/п | Рік  | Місто             | Чемпіонка         |
| ----- | ---- | ----------------- | ----------------- |
| 1     | 1938 | Мілан             | Кларіче Беніні    |
| 2     | 1939 | Рим               | Кларіче Беніні    |
| 3     | 1973 | Цері              | Ріта Граміньяні   |
| 4     | 1974 | Цері              | Барбара Пернічі   |
| 5     | 1975 | Валенца           | Ріта Граміньяні   |
| 6     | 1976 | Барі              | Ріта Граміньяні   |
| 7     | 1977 | Каттоліка         | Барбара Пернічі   |
| 8     | 1978 | Латина            | Барбара Пернічі   |
| 9     | 1979 | Братто            | Барбара Пернічі   |
| 10    | 1980 | Латина            | Ріта Граміньяні   |
| 11    | 1981 | Амелія            | Барбара Пернічі   |
| 12    | 1983 | Турин             | Ріта Граміньяні   |
| 13    | 1985 | Мілан             | Джізела Факкіні   |
| 14    | 1987 | Аоста             | Ріта Граміньяні   |
| 15    | 1988 | Аоста             | Ада Пайзіс        |
| 16    | 1989 | Аоста             | Ріта Граміньяні   |
| 17    | 1990 | Аоста             | Джуліана Фіттанте |
| 18    | 1991 | Горгондзола       | Ріта Граміньяні   |
| 19    | 1992 | Формія            | Ріта Граміньяні   |
| 20    | 1993 | Формія            | Джузі Парріно     |
| 21    | 1994 | Формія            | Александра Ріглер |
| 22    | 1995 | Формія            | Александра Ріглер |
| 23    | 1996 | Мантуя            | Александра Ріглер |
| 24    | 1997 | Порто-Сан-Джорджо | Вероніка Гої      |
| 25    | 1998 | Чезенатіко        | Александра Ріглер |
| 26    | 1999 | Порто-Сан-Джорджо | Соня Сірлетті     |
| 27    | 2000 | Імперія           | Джуліана Фіттанте |
| 28    | 2001 | Імперія           | Альба Декатальдо  |
| 29    | 2002 | Братто            | Лаура Костантіні  |
| 30    | 2003 | Братто            | Марія де Роса     |
| 31    | 2004 | Братто            | Марія Сантурбано  |
| 32    | 2005 | Братто            | Елеонора Амброзі  |
| 33    | 2006 | Братто            | Роберта Брунелло  |
| 34    | 2007 | Ф'юджі            | Ф'ямметта Панелла |
| 35    | 2008 | Братто            | Маріна Брунелло   |
| 36    | 2009 | Братто            | Маріанна К'єрічі  |
| 37    | 2010 | Братто            | Марія де Роса     |
| 38    | 2011 | Монтекатіні-Терме | Роберта Мессіна   |
| 39    | 2012 | Акві-Терме        | Теа Гуеччі        |
| 40    | 2013 | Порто-Сан-Джорджо | Марія де Роса     |
| 41    | 2014 | Фано              | Алессія Сантерамо |
| 42    | 2015 | Джовінаццо        | Даніела Мовілеану |
| 43    | 2016 | Перуджа           | Даніела Мовілеану |
| 44    | 2017 | Козенца           | Ольга Зиміна      |
| 45    | 2018 | Салерно           | Маріна Брунелло   |
| 46    | 2019 | Падова            | Олена Седіна      |
| -     | 2020 | онлайн            | Ольга Зиміна      |
| 47    | 2021 | К'янчіано-Терме   | Олена Седіна      |
| 48    | 2022 | Кальярі           | Ольга Зиміна      |
| 49    | 2023 | Брешія            | Ольга Зиміна      |
| 50    | 2024 | Турин             | Маріна Брунелло   |

## Багаторазові переможці

### Чоловіки
| № з/п | Шахіст              | Кількість перемог | Роки                                                                      |
| ----- | ------------------- | ----------------- | ------------------------------------------------------------------------- |
| 1     | Стефано Татаї       | 12                | 1962, 1965, 1967, 1970, 1974, 1977, 1979, 1983, 1985, 1990, 1991, 1994/95 |
| 2     | Вінченцо Кастальді  | 7                 | 1936, 1937, 1947, 1948, 1952, 1953, 1959                                  |
| 3     | Артуро Реджо        | 5                 | 1900, 1901, 1905, 1913, 1916                                              |
| 3     | Стефано Росселлі    | 5                 | 1919, 1920, 1922, 1923, 1931                                              |
| 3     | Мікеле Годена       | 5                 | 1992/93, 1994, 1995, 2005, 2006                                           |
| 6     | Альберто Джустолізі | 4                 | 1952, 1961, 1964, 1966                                                    |
| 6     | Бела Тот            | 4                 | 1975, 1976, 1980, 1982                                                    |
| 6     | Фабіано Каруана     | 4                 | 2007, 2008, 2010, 2011                                                    |
| 9     | Маріо Монтічеллі    | 3                 | 1929, 1934, 1939                                                          |
| 9     | Енріко Паолі        | 3                 | 1951, 1957, 1968                                                          |
| 9     | Бруно Белотті       | 3                 | 1989, 1996, 2001                                                          |
| 9     | Альберто Давід      | 3                 | 2012, 2016, 2019                                                          |
| 9     | Лука Мороні         | 3                 | 2017, 2022, 2023                                                          |

### Жінки
| № з/п | Шахістка          | Кількість перемог | Роки                                                 |
| ----- | ----------------- | ----------------- | ---------------------------------------------------- |
| 1     | Ріта Граміньяні   | 9                 | 1973, 1975, 1976, 1980, 1983, 1987, 1989, 1991, 1992 |
| 2     | Барбара Пернічі   | 5                 | 1974, 1977, 1978, 1979, 1981                         |
| 3     | Александра Ріглер | 4                 | 1994, 1995, 1996, 1998                               |
| 3     | Ольга Зиміна      | 4                 | 2017, 2020, 2022, 2023                               |
| 4     | Марія де Роса     | 3                 | 2003, 2010, 2013                                     |
| 4     | Маріна Брунелло   | 3                 | 2008, 2018, 2024                                     |
| 6     | Кларіче Беніні    | 2                 | 1938, 1939                                           |
| 6     | Джуліана Фіттанте | 2                 | 1990, 2000                                           |
| 6     | Даніела Мовілеану | 2                 | 2015, 2016                                           |
| 6     | Олена Седіна      | 2                 | 2019, 2021                                           |